# Einsatztauchtrupp
Ein Einsatztauchtrupp ist Bestandteil einer Wasserrettungsgruppe bzw. einer Schnelleinsatzgruppe Wasserrettung. Er wird von Wasserrettungsorganisationen wie der Deutschen Lebens-Rettungs-Gesellschaft (DLRG), der Wasserwacht, der Österreichischen Wasserrettung (ÖWR), den kommunalen Feuerwehren oder der Polizei gestellt.
Sein Einsatzspektrum erstreckt sich besonders auf die Suche und Rettung Ertrinkender, Suche und Bergung von Wasserleichen und die Bergung von Sachwerten aus dem Wasser. Er kann jedoch auch zur Schadensbekämpfung im Wasser (z. B. Ölwehr) herangezogen werden oder zur Absicherung anderer Einsatzkräfte (z. B. beim Hochwasserdammbau).
Im Normalfall verfügt der Einsatztauchtrupp über einen GW-W bei der Feuerwehr, bzw. einen GWW, WRW oder GW-T bei den übrigen Wasserrettungsorganisationen.

## Mitglieder eines Tauchtrupps
Ein Einsatztauchtrupp besteht üblicherweise (z. B. laut GUV-Regel 2101 (Deutschland)) mindestens aus
- Einsatztaucher
- Sicherungstaucher
- Leinenführer/Signalmann

Je nach Einsatzlage können weitere Einheiten hinzugezogen werden.
Bei jedem Rettungstaucheinsatz muss ein Tauch-Einsatzführer (TaEF) bzw. Taucheinsatzleiter (TEL) die Verantwortung über einen oder mehreren Tauchtrupps übernehmen. Der Taucheinsatzführer kann gleichzeitig die Funktion des Signalmanns Innehaben, daher besteht die kleinst mögliche Truppgröße aus 3 Personen.